# Anne Schäfer (Tennisspielerin)
Anne Schäfer (* 1. März 1987 in Apolda) ist eine deutsche Tennisspielerin.

## Karriere
Schäfers Profikarriere begann 2005 mit ersten Teilnahmen bei ITF-Turnieren. Ihren ersten Turniersieg konnte sie 2006 beim $10.000-Turnier von Getxo feiern. Bislang gewann Schäfer hauptsächlich Turniere dieser Kategorie. Zwei Wochen später folgte der erste Titelgewinn im Doppel. Ihr bisher größter Erfolg war der Turniersieg 2012 beim $25.000-Turnier von Dobritsch; in den Jahren zuvor hatte sie fünf weitere Endspiele dieser Kategorie verloren.
Ihr bislang beste Platzierung in der WTA-Weltrangliste erreichte Schäfer im März 2009, als sie auf Rang 161 geführt wurde.
Sie trat auch zu Qualifikationsrunden für WTA- und Grand-Slam-Turniere an, konnte sich dort aber bis März 2016 für kein Hauptfeld qualifizieren. Bei den Claro Open Colsanitas 2016 in Bogotá stand sie erstmals im Hauptfeld eines WTA-Turniers. Sie gewann ihre erste Partie gegen Chloé Paquet mit 6:3, 2:6 und 6:2, schied aber in der zweiten Runde gegen Lara Arruabarrena Vecino aus (1:6 und 0:6).
Im Mai 2019 spielte Schäfer bei einem ITF-Turnier in Italien. Dort hat sie in der 1. Runde gegen Nicoleta-Cătălina Dascălu 6:76, 4:6 verloren. Danach spielte sie gut zwei Jahre kein Turniertennis. Schäfer gab ihr Comeback Ende Juni 2021 beim ITF-Turnier in L’aquila, bei dem sie das Finale erreichte und gegen Tatiana Pieri 6:2, 3:6, 5:7 verlor.
In der deutschen Tennis-Bundesliga spielte sie 2010 in der 2. Liga und 2011 in der 1. Liga für den TC Rot-Weiß Wahlstedt. In den Jahren 2012 bis 2015 spielte sie für den ETuF Essen, 2016 bis 2019 für den TC Rüppurr Karlsruhe.

## Turniersiege

### Einzel
| Nr. | Datum              | Turnier                  | Kategorie   | Belag        | Finalgegnerin          | Ergebnis         |
| --- | ------------------ | ------------------------ | ----------- | ------------ | ---------------------- | ---------------- |
| 1.  | 1. Juli 2006       | Getxo                    | ITF $10.000 | Sand         | Irene Rehberger Bescos | 6:3, 3:6, 6:0    |
| 2.  | 16. Juli 2006      | Birkerød                 | ITF $10.000 | Sand         | Piia Suomalainen       | 6:4, 6:2         |
| 3.  | 13. August 2006    | Gdynia                   | ITF $10.000 | Sand         | Oksana Uzhylovska      | 6:3, 7:5         |
| 4.  | 20. August 2006    | Kędzierzyn-Koźle         | ITF $10.000 | Sand         | Kateřina Vaňková       | 7:62, 7:5        |
| 5.  | 8. Oktober 2006    | Sofia                    | ITF $10.000 | Sand         | Tanja Germanliewa      | 6:2, 6:73, 6:4   |
| 6.  | 6. Juni 2010       | Galatina                 | ITF $10.000 | Sand         | Lara Michel            | 4:6, 6:3, 6:1    |
| 7.  | 9. Oktober 2010    | Cagliari                 | ITF $10.000 | Sand         | Francesca Mazzali      | 6:2, 6:2         |
| 8.  | 27. März 2011      | Gonesse                  | ITF $10.000 | Sand (Halle) | Anastasia Grymalska    | 7:5, 6:1         |
| 9.  | 30. Juli 2011      | Gardone Val Trompia      | ITF $10.000 | Sand         | Martina Caregaro       | 7:66, 0:6, 6:4   |
| 10. | 8. Oktober 2011    | Settimo San Pietro       | ITF $10.000 | Sand         | Federica Di Sarra      | 3:6, 6:3, 7:63   |
| 11. | 22. September 2012 | Dobritsch                | ITF $25.000 | Sand         | Angelique van der Meet | 6:2, 6:2         |
| 12. | 24. März 2013      | Gonesse                  | ITF $10.000 | Sand (Halle) | Kateřina Vaňková       | 6:2, 2:1 Aufgabe |
| 13. | 9. November 2014   | Santa Margherita di Pula | ITF $10.000 | Sand         | Claudia Giovine        | 6:0, 6:3         |
| 14. | 11. Januar 2015    | Antalya                  | ITF $10.000 | Sand         | Elke Tiel              | 4:0 Aufgabe      |
| 15. | 8. Februar 2015    | Antalya                  | ITF $10.000 | Sand         | Sopia Kwazabaia        | 6:2, 6:0         |
| 16. | 26. April 2015     | Santa Margherita di Pula | ITF $25.000 | Sand         | Alizé Lim              | 6:4, 6:3         |
| 17. | 30. August 2015    | Bagnatica                | ITF $15.000 | Sand         | Tamara Zidanšek        | 2:6, 6:1, 6:2    |
| 18. | 12. Oktober 2015   | Santa Margherita di Pula | ITF $10.000 | Sand         | Camilla Rosatello      | 6:1, 6:3         |
| 19. | 7. Februar 2016    | Antalya                  | ITF $10.000 | Sand         | Viktória Kužmová       | 2:6, 6:2, 6:0    |
| 20. | 14. Februar 2016   | Antalya                  | ITF $10.000 | Sand         | Sopia Kwazabaia        | 6:3, 6:1         |
| 21. | 13. März 2016      | Antalya                  | ITF $10.000 | Sand         | Anastasija Wassyljewa  | 6:3, 6:3         |

### Doppel
| Nr. | Datum             | Turnier                  | Kategorie   | Belag     | Partnerin           | Finalgegnerinnen                     | Ergebnis          |
| --- | ----------------- | ------------------------ | ----------- | --------- | ------------------- | ------------------------------------ | ----------------- |
| 1.  | 16. Juli 2006     | Birkerød                 | ITF $10.000 | Sand      | Julia Paetow        | Karina Jacobsgaard Hanne Skak Jensen | 7:5, 6:1          |
| 2.  | 3. März 2012      | Antalya-Kaya Belek       | ITF $10.000 | Sand      | Claudia Giovine     | Sanaz Marand Nicola Slater           | 6:3, 3:6, [10:7]  |
| 3.  | 2. März 2013      | Antalya                  | ITF $10.000 | Sand      | Gioia Barbieri      | Lenka Juríková Chantal Škamlová      | 4:6, 6:3, [10:4]  |
| 4.  | 11. Oktober 2014  | Santa Margherita di Pula | ITF $10.000 | Sand      | Lisa Sabino         | Anna Klasen Charlotte Klasen         | 6:4, 5:7, [10:6]  |
| 5.  | 18. Januar 2015   | Antalya                  | ITF $10.000 | Sand      | Lenka Wienerová     | Audrey Albié Alice Bacquié           | 6:4, 6:4          |
| 6.  | 14. November 2015 | Bratislava               | ITF $25.000 | Hartplatz | Dalila Jakupović    | Michaela Hončová Chantal Škamlová    | 6:7, 6:2, [10:8]  |
| 7.  | 30. April 2016    | Chiasso                  | ITF $25.000 | Sand      | Antonia Lottner     | Olga Brózda Katarzyna Kawa           | 6:1, 6:1          |
| 8.  | 11. Juni 2016     | Essen                    | ITF $50.000 | Sand      | Laura Pous Tio      | Elyne Boeykens Elena-Gabriela Ruse   | 6:2, 6:3          |
| 9.  | 5. August 2022    | Pescara                  | ITF W15     | Sand      | Anastasia Grymalska | Giorgia Pinto Gaia Squarcialupi      | 5:7, 6:1, [12;10] |